# ГЕС Джиммі-Крік
ГЕС Jimmie Creek — гідроелектростанція на південному заході Канади у провінції Британська Колумбія. Використовує ресурс із Jimmie Creek, лівого притоку річки Тоба, яка впадає у фіорд Тоба (за 160 км на північний захід від Ванкувера з'єднується з протоками, що оточують острів Іст-Редонда зі складу архіпелагу Дісковері).
У межах проекту Jimmie Creek перекрили водозабірною греблею, яка включає бетонну частину та надувний гумовий елемент завдовжки 20 метрів, за допомогою якого відбувається регулювання перепуску води у природне русло. Ресурс спрямовується до підземного водоводу довжиною 2,7 км з діаметром від 2,1 до 2,4 метра, який в одному місці перетинає Jimmie Creek по трубопровідному мосту довжиною 40 метрів.
Розташований біля впадіння Jimmie Creek у Тоба машинний зал обладнали двома турбінами типу Пелтон потужністю по 31 МВт, які при напорі в 460 метрів повинні забезпечувати виробництво 159 млн кВт-год електроенергії на рік.
Видача продукції відбувається по ЛЕП, розрахованій на роботу під напругою 230 кВ.